# Bucecea
Bucecea là một thị trấn thuộc hạt Botoșani, România. Dân số thời điểm năm 2002 là 5174 người.